# Видин град
Видин град је тврђава у Србији која се налази на врху Видојевице, брда изнад села Лешнице, у граду Лозници. Данас је остало врло мало надземних остатака утврђења, који се простиру на платоу, грубих димензија 50 метара у пречнику, смештених на самом врху брда. Од њега, терен се стрмо спушта на све стране, до сувог шанца, који се прстенасто ширио око целе утврде и штитио прилаз ка њој.
Остаци бедема, прављеног од притесаног камена, су већим делом покривени растињем, а њихова првобитна дебљина се процењује на око 100 cm. Били су ојачани са барем две куле, чији се остаци могу уочити на терену.

## Галерија
- Један од зидова у Видином граду
- Плато на врху града
- Основа једне од кула у Видином граду
- Доњи део тврђаве са ровом